# 米尔德施泰特
米尔德施泰特（德語：Mildstedt）是德国石勒苏益格－荷尔斯泰因州的一个市镇。总面积8.71平方公里，总人口3811人，其中男性1796人，女性2015人（2011年12月31日），人口密度438人/平方公里。